# Porter (futbol)

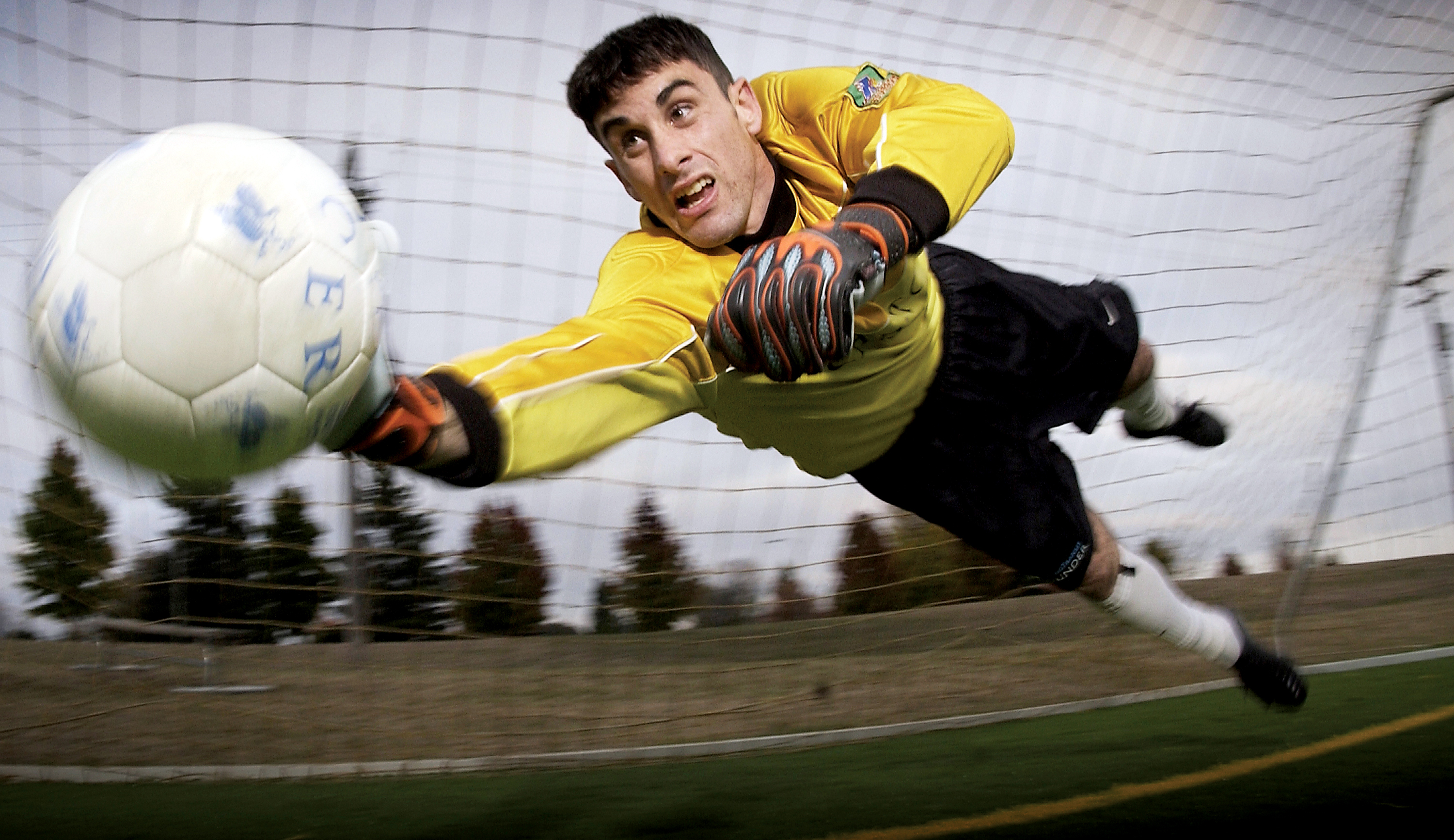
Un porter es llança per a aturar un tir a porteria

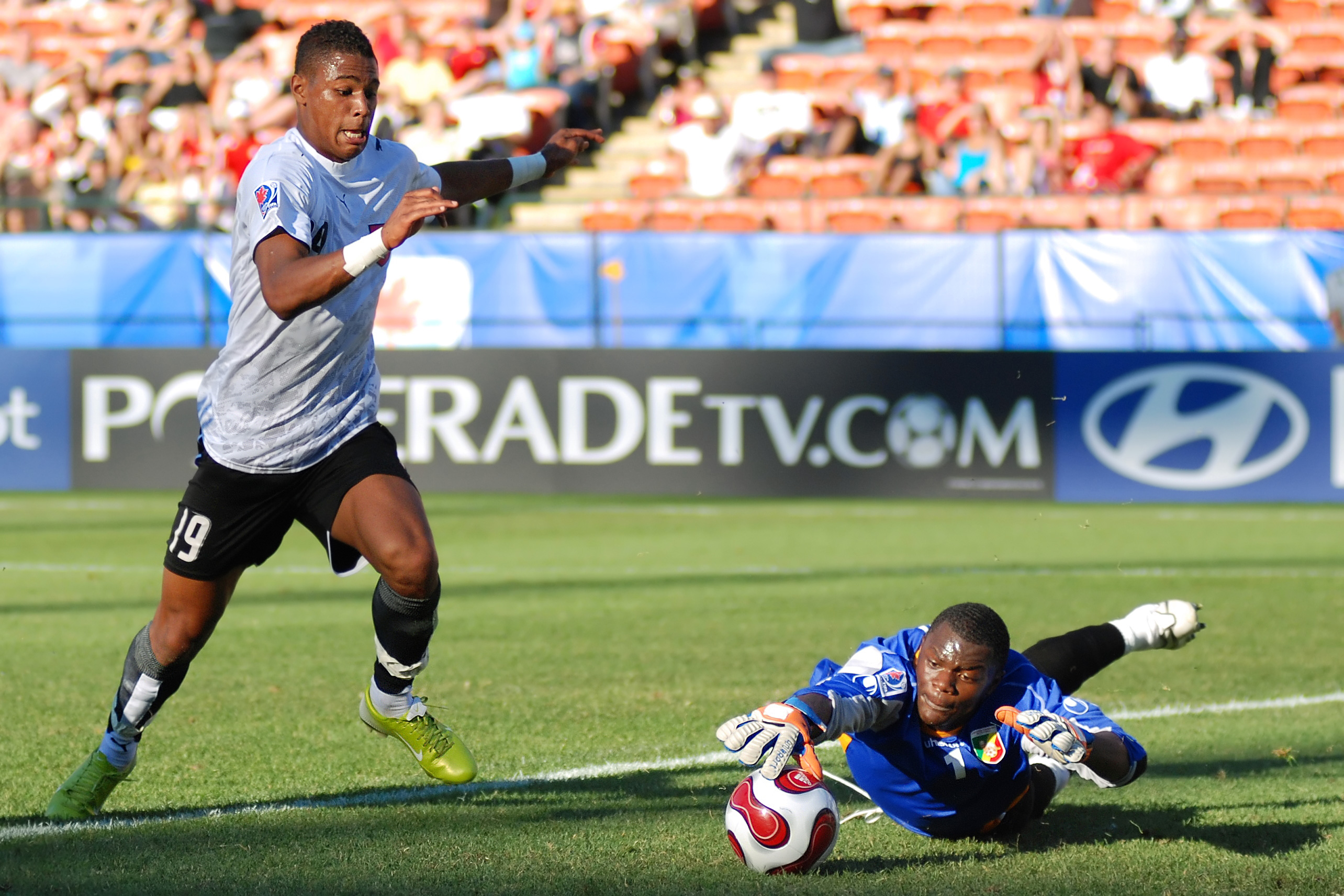
Destin Onka, porter de la selecció del Congo, atura un xut del davanter australià Rubin Okotie en el Campionat del Món de Futbol sub-20 2007.

El porter o portera és el jugador o jugadora de futbol que defensa la porteria del seu equip. En l'exercici de la seva tasca li està permès, dins dels límits de l'àrea de penal, jugar la pilota amb les mans. A diferència dels altres jugadors, les regles especifiquen que han de vestir una samarreta d'un color diferent de la dels altres jugadors al camp. També se'ls permet utilitzar un equip protector tal com guants i vestimenta encoixinada.
La regla cessió impedeix que el porter agafi amb les mans les passades directes dels seus companys. Els porters generalment realitzen el servei de porta i també donen comandaments a la seva defensa durant els llençaments de còrners, tirs lliures directes i indirectes i per desajustos en el marcatge dels jugadors rivals. Els porters tenen un paper important en la direcció de l'estratègia al camp, ja que tenen una visió sense restriccions de tot el terreny de joc, donant-los una perspectiva única del desenvolupament del joc.
Els porters no tenen un número predeterminat a la samarreta; han de portar un número del 1 al 99, però sol reservar-se el 1 per al porter titular. També es fan servir sovint els números 12, 13, 15, 16, 18, 21, 22, 23 i 25 per als porters suplents, encara que també poden ser els titulars. Segons la reglamentació per a la Copa del Món, en aquesta competició cal que un dels tres porters porti el número 1 al dorsal.
La de porter és l'única posició necessària d'un equip. Qualsevol jugador pot ocupar aquesta posició; però cal avisar prèviament l'àrbitre en una aturada del joc. Si es lesiona o és expulsat, un porter substitut ha d'ocupar el seu lloc, ja sigui fent entrar un jugador de la banqueta o situant sota dels pals un jugador de camp que ja jugui. Habitualment, se sol substituir un jugador de camp pel porter suplent; però, si un equip no en té o ja ha utilitzat totes les seves substitucions permeses per al partit, un jugador de camp ha de prendre la plaça del porter destituït i ha de portar la samarreta del porter.

## Història

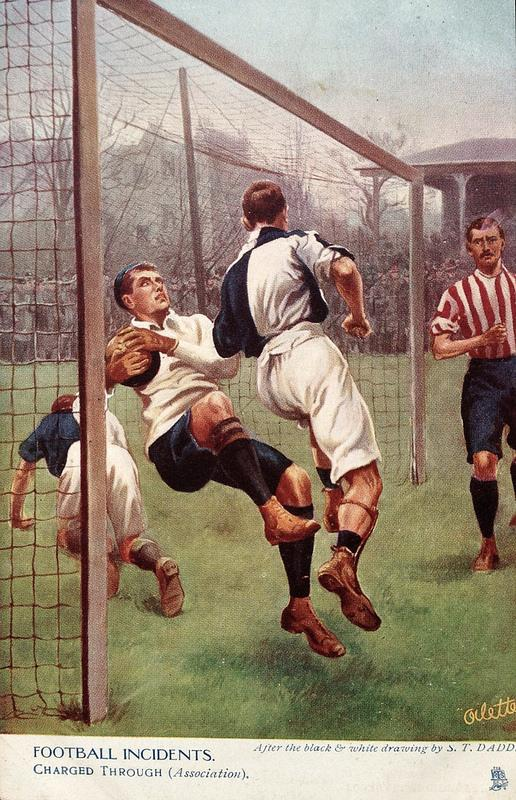
Un porter sent carregat per un jugador rival (1905).

El futbol, com molts esports, ha experimentat molts canvis en les tàctiques resultant en la generació i eliminació de diferents posicions. El porter és l'única posició que segurament existia des de la codificació de l'esport. Fins i tot en els primers temps del futbol organitzat, quan els sistemes eren limitats o inexistents i la idea principal era que tots els jugadors poguessin atacar i defensar, els equips tenien un membre designat per jugar com a porter.
El primer registre d'equips de futbol amb posicions de jugador prové de Richard Mulcaster el 1581 i no especifica els porters. La primera referència específica per evitar gols rivals prové de Cornish Hurling el 1602. Altres referències a objectius marcadors comencen a la literatura anglesa a principis del segle XVI; per exemple, a l'obra del dramaturg John Day The Blind Beggar of Bethnal Green (representada vers el 1600; publicada el 1659): "Vaig a tocar un gole a camp-ball" (una varietat de futbol extremadament violenta, popular a East Anglia.
La paraula "porter" (goal-keeper a l'original) va aparèixer a les Regles de Sheffield de 1867, però el terme no es referia a un jugador designat, sinó a "aquell jugador del costat defensor que, en aquell moment, està més proper a la seva pròpia meta". El porter, així definit, no gaudia de privilegis especials amb les mans. Portar la pilota amb les mans estava totalment prohibit per qualsevol jugador el 1870. L'any següent les normes introduïen el porter i especificaven que podia tocar la pilota "per a la protecció de la seva porteria". Les restriccions a la capacitat del porter per manejar la pilota es van canviar diverses vegades en posteriors revisions de les normes:
- 1871: el porter pot agafar la pilota amb les mans només "per a la protecció de la seva porteria".
- 1873: el porter no pot "portar" la pilota.[5]
- 1883: el porter no pot portar la pilota durant més de dos passos.[6]
- 1887: el porter no pot agafar la pilota al camp contrari.[7]
- 1901: el porter pot agafar la pilota amb qualsevol propòsit (no només en defensa de la porteria).[8]
- 1912: el porter només podrà agafar la pilota amb les mans a l'àrea de penal.
- 1931: el porter pot fer fins a quatre passes (enlloc de dues) mentre porta la pilota.[9]
- 1992: el porter no podrà agafar la pilota amb les mans després que hagi estat passada deliberadament per un company d'equip.[10]
- 1997: el porter no podrà agafar la pilota més de sis segons; però podrà fer les passes que vulgui.[11]

## Millors porters del segle XX
Els següents jugadors van ser triats els 20 millors porters del segle XX per la IFFHS
1. Lev Iaixin
2. Gordon Banks
3. Dino Zoff
4. Sepp Maier
5. Ricardo Zamora
6. José Luis Chilavert
7. Peter Schmeichel
8. Peter Shilton
9. František Plánička
10. Amadeo Carrizo
11. Gilmar dos Santos Neves
12. Ladislao Mazurkiewicz
13. Pat Jennings
14. Ubaldo Fillol
15. Antonio Carbajal
16. Jean-Marie Pfaff
17. Rinat Dassàiev
18. Gyula Grosics
19. Thomas Ravelli
20. Walter Zenga

## Millors porters de la primera dècada del segle XXI
Els 10 millors porters de l'enquesta de la IFFHS sobre els millors porters del món de la dècada 2001-2010.

1. Gianluigi Buffon
2. Iker Casillas
3. Petr Čech
4. Edwin van der Sar
5. Oliver Kahn
6. Dida
7. Jens Lehmann
8. Roberto Abbondanzieri
9. Víctor Valdés
10. Júlio César

## Millors porters i porteres de l'any
La següent és una llista dels porters seleccionats per la IFFHS com el millor de cada any.

### Porteres
| - 2012 - Hope Solo - 2013 - Hope Solo - 2014 - Hope Solo i Almuth Schult - 2015 - Hope Solo - 2016 - Sarah Bouhaddi - 2017 - Sarah Bouhaddi - 2018 - Sarah Bouhaddi - 2019 - Sari van Veenendaal - 2020 - Sarah Bouhaddi - 2021 - Christiane Endler - 2022 - Christiane Endler |

### Porters
| - 1987 - Jean-Marie Pfaff - 1988 - Rinat Dassàiev - 1989 - Walter Zenga - 1990 - Walter Zenga - 1991 - Walter Zenga - 1992 - Peter Schmeichel - 1993 - Peter Schmeichel - 1994 - Michel Preud'Homme - 1995 - José Luis Chilavert - 1996 - Andreas Köpke | - 1997 - José Luis Chilavert - 1998 - José Luis Chilavert - 1999 - Oliver Kahn - 2000 - Fabien Barthez - 2001 - Oliver Kahn - 2002 - Oliver Kahn - 2003 - Gianluigi Buffon - 2004 - Gianluigi Buffon - 2005 - Petr Čech - 2006 - Gianluigi Buffon | - 2007 - Gianluigi Buffon - 2008 - Iker Casillas - 2009 - Iker Casillas - 2010 - Iker Casillas - 2011 - Iker Casillas - 2012 - Iker Casillas - 2013 - Manuel Neuer - 2014 - Manuel Neuer - 2015 - Manuel Neuer - 2016 - Manuel Neuer | - 2017 - Gianluigi Buffon - 2018 - Thibaut Courtois - 2019 - Alisson Ramses Becker - 2020 - Manuel Neuer - 2021 - Gianluigi Donnarumma - 2022 - Thibaut Courtois |

## Porters notables
|  | Per a informació sobre el premis a porters durant les Copes del Món, vegeu Premi Lev Iaixin i Equip de les Estrelles Mastercard. |